# TBS (canal de televisión)
TBS (originalmente una abreviatura de Turner Broadcasting System) es un canal de televisión por suscripción estadounidense propiedad de Warner Bros. Discovery. Cuenta con una variedad de programación, con un enfoque en la comedia, junto con algunos eventos deportivos, como la Major League Baseball y el Torneo de baloncesto masculino de la NCAA.
A septiembre de 2018, aproximadamente 90,391 millones de hogares que se suscribieron a un servicio de televisión de pago en todo Estados Unidos recibieron TBS.

## Historia
TBS se estableció originalmente el 17 de diciembre de 1976 como la transmisión nacional de la estación de televisión independiente de Turner en Atlanta, Georgia, WTCG. La decisión de comenzar a ofrecer WTCG a través de transmisión satelital a suscriptores de cable y satélite en todo Estados Unidos expandió la pequeña estación a la primera "superestación" distribuida a nivel nacional. Con la asignación de WTBS como letras de identificación de la estación de transmisión en 1979, la transmisión nacional se conoció como SuperStation WTBS, y más tarde SuperStation TBS, TBS Superstation o simplemente TBS. El canal transmitió una variedad de programación durante esta era, incluidas películas, series sindicadas y deportes (incluido el béisbol de Atlanta Braves, los juegos de baloncesto que involucran a los Atlanta Hawks y otros equipos de la NBA, y la lucha libre profesional que incluye Georgia Championship Wrestling, y luego World Championship Wrestling).
WTBS mantuvo un programa de programación casi idéntico al de la transmisión nacional, además de los asuntos públicos y la programación educativa exigidos por la FCC que solo se transmitían en la señal local. A principios de la década de 2000, TBS había comenzado a centrarse más intensamente en la programación de comedia, incluidas las comedias de situación y otras series. El 1 de octubre de 2007, Turner convirtió TBS en una red de cable básica convencional, momento en el que comenzó a transportarse dentro del mercado de Atlanta en proveedores de cable de área junto con su transporte local existente en proveedores de satélite DirecTV y Dish Network. La antigua estación matriz en Atlanta se relanzó al mismo tiempo como WPCH (con la marca "Peachtree TV", que Turner vendió a Meredith Corporation en 2017) y se reformateó como una estación independiente tradicional con un horario separado que atiende exclusivamente al mercado de Atlanta.